# 2001 en Saskatchewan
Chronologie de la Saskatchewan
- 1997
- 1998
- 1999
- 2000
- 2001
- 2002
- 2003
- 2004
- 2005

Cette page concerne des événements d'actualité qui se sont produits durant l'année 2001 dans la province canadienne de la Saskatchewan.

## Politique

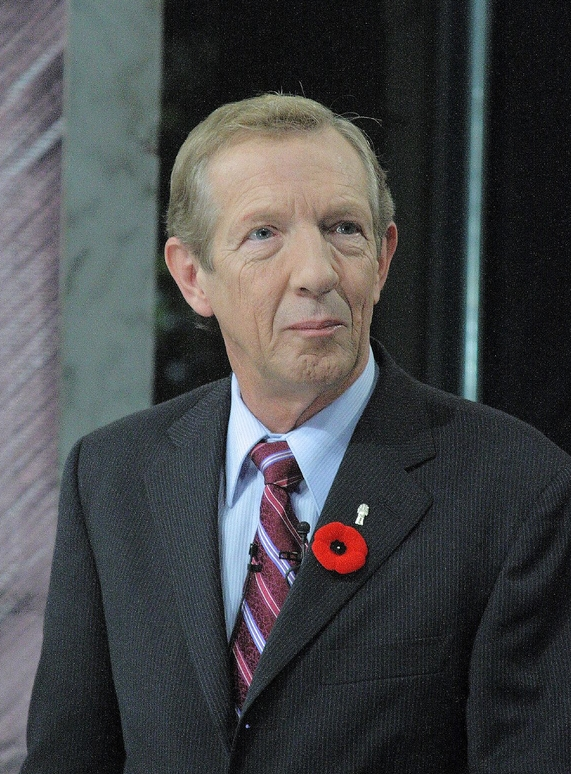
Lorne Calvert

- Premier ministre : Roy Romanow puis Lorne Calvert
- Chef de l'Opposition :
- Lieutenant-gouverneur : Lynda Haverstock
- Législature :